# Listă de filme dramatice din anii 1980
Aceasta este o listă de filme dramatice din anii 1980:

## 1980
- The Blue Lagoon
- Breaker Morant
- Coal Miner's Daughter
- Elephant Man, The
- Germany Pale Mother
- Great Santini, The
- Honeysuckle Rose
- Last Metro, The
- Ordinary People
- Playing for Time
- Raging Bull
- Resurrection, The
- Urban Cowboy
- Who's That Singing Over There
- Zigeunerweisen

## 1981
- Absence of Malice
- Adaptatziya
- Atlantic City
- Chariots of Fire
- The Circle of Deceit
- Endless Love
- Man of Iron
- Marianne and Juliane
- Masada
- Mephisto
- Mommie Dearest
- On Golden Pond
- Pixote
- The Postman Always Rings Twice
- Prince of the City
- Ragtime
- Skokie
- Smash Palace
- Three Brothers
- Zigeunerweisen

## 1982
- Another Way
- Boat People
- Fanny and Alexander
- First Blood
- Grey Fox, The
- Little Gloria... Happy at Last
- Missing
- Moonlighting
- Napló gyermekeimnek
- Night of the Shooting Stars, The
- Przesluchanie
- Question of Silence, A
- Sophie's Choice
- That Night in Varennes
- Verdict, The
- Veronika Voss
- Wend Kuuni
- Year of Living Dangerously, The
- Yol

## 1983
- À nos amours
- L'Argent
- Ballad of Narayama, The
- Betrayal
- Entre Nous
- Makioka Sisters
- Mur, Le
- Norte, El
- One Deadly Summer
- Right Stuff, The
- Scarface
- Silkwood
- Tender Mercies
- Terms of Endearment
- Testament
- WarGames

## 1984
- Amadeus
- Annie's Coming Out
- Home and the World, The
- Killing Fields, The
- Legend of Suram Fortress, The
- Macross: Do You Remember Love?
- Moi Drug Ivan Lapshin
- Once Upon a Time in America
- Paris, Texas
- Passage to India, A
- Places in the Heart
- Secret Honor
- Soldier's Story, A
- Sunday in the Country, A
- Threads
- Year of the Quiet Sun, The
- Yellow Earth

## 1985
- Adiós, Roberto
- Color Purple, The
- Kiss of the Spider Woman
- Man Hunt
- Witness

## 1986
- Blood & Orchids (TV)
- Children of a Lesser God
- Jean de Florette
- Ménage
- Mona Lisa
- A Room with a View
- Round Midnight
- Salvador
- Stand by Me

## 1987
- 84 Charing Cross Road
- Babette's Feast
- Bagdad Café
- Business as Usual
- Loyalties
- Nayagan

## 1988
- 1969
- A Dos Aguas
- A sega nakade?
- Accidental Tourist, The
- Accused, The
- Action Jackson
- The Attic: The Hiding of Anne Frank
- Celia
- Dangerous Liaisons
- Dead Ringers
- Cinema Paradiso
- Fun Down There
- Grave of the Fireflies
- Mississippi Burning
- Open from 18 to 24
- Pelle the Conqueror
- Rain Man
- Story of Women
- Unbearable Lightness of Being, The
- Rain Man
- Salaam Bombay!

## 1989
- Black Rain
- City of Sadness
- Dead Poets Society
- Do the Right Thing
- Drugstore Cowboy
- Field of Dreams
- Monsieur Hire
- Piravi
- Sex, lies, and videotape